# Episodi di Archie Bunker's Place (prima stagione)

Immagine tratta dalla sigla di questa stagione

La prima stagione della serie televisiva Archie Bunker's Place è stata trasmessa negli Stati Uniti d'America dal 23 settembre 1979 al 23 aprile 1980 sulla CBS. 
In Italia la stagione è andata in onda per la prima volta nel 1986 su Canale 5 con il titolo Arcibaldo.
| nº | Titolo originale                 | Titolo italiano                     | Prima TV USA      | Prima TV Italia |
| -- | -------------------------------- | ----------------------------------- | ----------------- | --------------- |
| 1  | Archie's New Partner: Part 1     | Le novità di Archie (parte 1)       | 23 settembre 1979 | 1986            |
| 2  | Archie's New Partner: Part 2     | Le novità di Archie (parte 2)       | 23 settembre 1979 | 1986            |
| 3  | Edith Gets Hired                 | Edith viene assunta                 | 30 settembre 1979 | 1986            |
| 4  | Archie and the Oldest Profession | Archie e la più antica professione  | 7 ottobre 1979    | 1986            |
| 5  | Edith Versus the Energy Crisis   | Edith verso la vecchiaia            | 14 ottobre 1979   | 1986            |
| 6  | Bosom Partners                   | Archie in difficoltà                | 21 ottobre 1979   | 1986            |
| 7  | Building the Restaurant          | Costruendo il ristorante            | 29 ottobre 1979   | 1986            |
| 8  | The Cook                         | Il cuoco                            | 4 novembre 1979   | 1986            |
| 9  | Murray and the Liquor Board      | Murray e i liquori                  | 11 novembre 1979  | 1986            |
| 10 | Thanksgiving Reunion: Part 1     | Il ringraziamento (parte 1)         | 18 novembre 1979  | 1986            |
| 11 | Thanksgiving Reunion: Part 2     | Il ringraziamento (parte 2)         | 18 novembre 1979  | 1986            |
| 12 | Barney and the Hooker            | Barney e la prostituta              | 25 novembre 1979  | 1986            |
| 13 | Man of the Year                  | L'uomo dell'anno                    | 2 dicembre 1979   | 1986            |
| 14 | The Shabbat Dinner               | La scena dello Shabbat              | 9 dicembre 1979   | 1986            |
| 15 | Barney's Lawsuit                 | La querela di Barney                | 16 dicembre 1979  | 1986            |
| 16 | Blanche and Murray               | Blanche e Murray                    | 30 dicembre 1979  | 1986            |
| 17 | Murray's Daughter                | La figlia di Murray                 | 6 gennaio 1980    | 1986            |
| 18 | The Ambush                       | L'imboscata                         | 27 gennaio 1980   | 1986            |
| 19 | The Return of Sammy              | Il ritorno di Sammy                 | 3 febbraio 1980   | 1986            |
| 20 | Archie Fixes Up Fred             | Archie riporta Fred sulla retta via | 10 febbraio 1980  | 1986            |
| 21 | Father and Daughter Night        | La notte padre e figlia             | 17 febbraio 1980  | 1986            |
| 22 | Van Ranseleer's Operation        | L'operazione di Van Ranseleer       | 2 marzo 1980      | 1986            |
| 23 | Veronica's Ex                    | L'ex di Veronica                    | 9 marzo 1980      | 1986            |
| 24 | A Small Mafia Favor              | Un piccolo favore dalla Mafia       | 23 marzo 1980     | 1986            |